# Vuelta al País Vasco 2024
La 63.ª edición de la Vuelta al País Vasco (oficialmente: 2024ko Itzulia Basque Country) fue una carrera de ciclismo en ruta por etapas que se celebró entre el 1 y el 6 de abril de 2024 con inicio en la ciudad de Irún y final en Éibar en España. El recorrido constó de un total de 6 etapas sobre una distancia total de 832,1 kilómetros.
La prueba formó parte del UCI WorldTour 2024 y fue ganada por el español Juan Ayuso del UAE Emirates. Completaron el podio, como segundo y tercer clasificado respectivamente, el también español Carlos Rodríguez del INEOS Grenadiers y el danés Mattias Skjelmose Jensen del Lidl-Trek.

## Equipos participantes
Tomaron parte en la carrera 24 equipos: 18 de categoría UCI WorldTour y 6 de categoría UCI ProTeam, quienes conformaron un pelotón de 168 ciclistas de los cuales finalizaron 109. Los equipos participantes fueron:
| WorldTeams (18)- Alpecin-Deceuninck - Arkéa-B&B Hotels - Astana Qazaqstan Team - Bahrain Victorious - Bora-Hansgrohe - Cofidis - Decathlon-AG2R La Mondiale - EF Education-EasyPost - Groupama-FDJ - Ineos Grenadiers - Intermarché-Wanty - Lidl-Trek - Movistar Team - Soudal Quick-Step - Team dsm-firmenich PostNL - Team Jayco AlUla - Team Visma \| Lease a Bike - UAE Team Emirates ProTeams (6)- Burgos-BH - Caja Rural-Seguros RGA - Equipo Kern Pharma - Euskaltel-Euskadi - Q36.5 Pro Cycling Team - TotalEnergies |
| |

## Recorrido
La Vuelta al País Vasco dispuso de seis etapas de perfil montañoso para un recorrido total de 832.1 kilómetros.
| Etapa     | Fecha    | Recorrido                            | type                    | Distancia (km) | Desnivel (m) | Ganador          | Líder             |
| --------- | -------- | ------------------------------------ | ----------------------- | -------------- | ------------ | ---------------- | ----------------- |
| 1.ª etapa | 1 de abr | Irún – Irún                          | contrarreloj individual | 10             | 179 m        | Primož Roglič    | Primož Roglič     |
| 2.ª etapa | 2 de abr | Irún – Cambo-les-Bains               | etapa escarpada         | 160            | 2312 m       | Paul Lapeira     | Primož Roglič     |
| 3.ª etapa | 3 de abr | Espelette – Alsasua                  | etapa de media montaña  | 190,9          | 3057 m       | Quinten Hermans  | Primož Roglič     |
| 4.ª etapa | 4 de abr | Echarri Aranaz – Villarreal de Álava | etapa de media montaña  | 157,5          | 2146 m       | Louis Meintjes   | Mattias Skjelmose |
| 5.ª etapa | 5 de abr | Vitoria – Amorebieta-Echano          | etapa de media montaña  | 175,9          | 2214 m       | Romain Grégoire  | Mattias Skjelmose |
| 6.ª etapa | 6 de abr | Éibar – Éibar                        | etapa de montaña        | 137,8          | 3472 m       | Carlos Rodríguez | Juan Ayuso        |

## Desarrollo de la carrera

### 1.ª etapa
| Irún - Irún | contrarreloj individual | (10 km) |

| \| Clasificación de la etapa \| Clasificación de la etapa \| Clasificación de la etapa \| Clasificación de la etapa \| Clasificación de la etapa \| \| Ciclista \| Ciclista \| Equipo \| Tiempo \| \| \| ------------------------- \| ------------------------- \| -------------------------- \| ------------------------- \| ------------------------- \| \| 1.º \| Primož Roglič \| Bora-Hansgrohe \| 12 min 34 s \| \| \| 2.º \| Jay Vine \| UAE Team Emirates \| + 7 s \| \| \| 3.º \| Mattias Skjelmose \| Lidl-Trek \| + 10 s \| \| \| 4.º \| Remco Evenepoel \| Soudal Quick-Step \| + 11 s \| \| \| 5.º \| Jonas Vingegaard \| Team Visma \\| Lease a Bike \| + 15 s \| \| \| 6.º \| Kévin Vauquelin \| Arkéa-B&B Hotels \| + 16 s \| \| \| 7.º \| Juan Ayuso \| UAE Team Emirates \| + 16 s \| \| \| 8.º \| Maximilian Schachmann \| Bora-Hansgrohe \| + 16 s \| \| \| 9.º \| Ethan Hayter \| Ineos Grenadiers \| + 19 s \| \| \| 10.º \| Ion Izagirre \| Cofidis \| + 21 s \| \| |                       |                            |             |
| |                       |                            |             |
| Fuente: ProCyclingStats |                       |                            |             |
| Clasificación de la etapa |                       |                            |             |
| Ciclista | Ciclista              | Equipo                     | Tiempo      |
| 1.º | Primož Roglič         | Bora-Hansgrohe             | 12 min 34 s |
| 2.º | Jay Vine              | UAE Team Emirates          | + 7 s       |
| 3.º | Mattias Skjelmose     | Lidl-Trek                  | + 10 s      |
| 4.º | Remco Evenepoel       | Soudal Quick-Step          | + 11 s      |
| 5.º | Jonas Vingegaard      | Team Visma \| Lease a Bike | + 15 s      |
| 6.º | Kévin Vauquelin       | Arkéa-B&B Hotels           | + 16 s      |
| 7.º | Juan Ayuso            | UAE Team Emirates          | + 16 s      |
| 8.º | Maximilian Schachmann | Bora-Hansgrohe             | + 16 s      |
| 9.º | Ethan Hayter          | Ineos Grenadiers           | + 19 s      |
| 10.º | Ion Izagirre          | Cofidis                    | + 21 s      |

| \| Clasificación general \| Clasificación general \| Clasificación general \| Clasificación general \| Clasificación general \| \| Ciclista \| Ciclista \| Equipo \| Tiempo \| \| \| --------------------- \| --------------------- \| -------------------------- \| --------------------- \| --------------------- \| \| 1.º \| Primož Roglič \| Bora-Hansgrohe \| 12 min 34 s \| \| \| 2.º \| Jay Vine \| UAE Team Emirates \| + 7 s \| \| \| 3.º \| Mattias Skjelmose \| Lidl-Trek \| + 10 s \| \| \| 4.º \| Remco Evenepoel \| Soudal Quick-Step \| + 11 s \| \| \| 5.º \| Jonas Vingegaard \| Team Visma \\| Lease a Bike \| + 15 s \| \| \| 6.º \| Kévin Vauquelin \| Arkéa-B&B Hotels \| + 16 s \| \| \| 7.º \| Juan Ayuso \| UAE Team Emirates \| + 16 s \| \| \| 8.º \| Maximilian Schachmann \| Bora-Hansgrohe \| + 16 s \| \| \| 9.º \| Ethan Hayter \| Ineos Grenadiers \| + 19 s \| \| \| 10.º \| Ion Izagirre \| Cofidis \| + 21 s \| \| |                       |                            |             |
| |                       |                            |             |
| Fuente: ProCyclingStats |                       |                            |             |
| Clasificación general |                       |                            |             |
| Ciclista | Ciclista              | Equipo                     | Tiempo      |
| 1.º | Primož Roglič         | Bora-Hansgrohe             | 12 min 34 s |
| 2.º | Jay Vine              | UAE Team Emirates          | + 7 s       |
| 3.º | Mattias Skjelmose     | Lidl-Trek                  | + 10 s      |
| 4.º | Remco Evenepoel       | Soudal Quick-Step          | + 11 s      |
| 5.º | Jonas Vingegaard      | Team Visma \| Lease a Bike | + 15 s      |
| 6.º | Kévin Vauquelin       | Arkéa-B&B Hotels           | + 16 s      |
| 7.º | Juan Ayuso            | UAE Team Emirates          | + 16 s      |
| 8.º | Maximilian Schachmann | Bora-Hansgrohe             | + 16 s      |
| 9.º | Ethan Hayter          | Ineos Grenadiers           | + 19 s      |
| 10.º | Ion Izagirre          | Cofidis                    | + 21 s      |

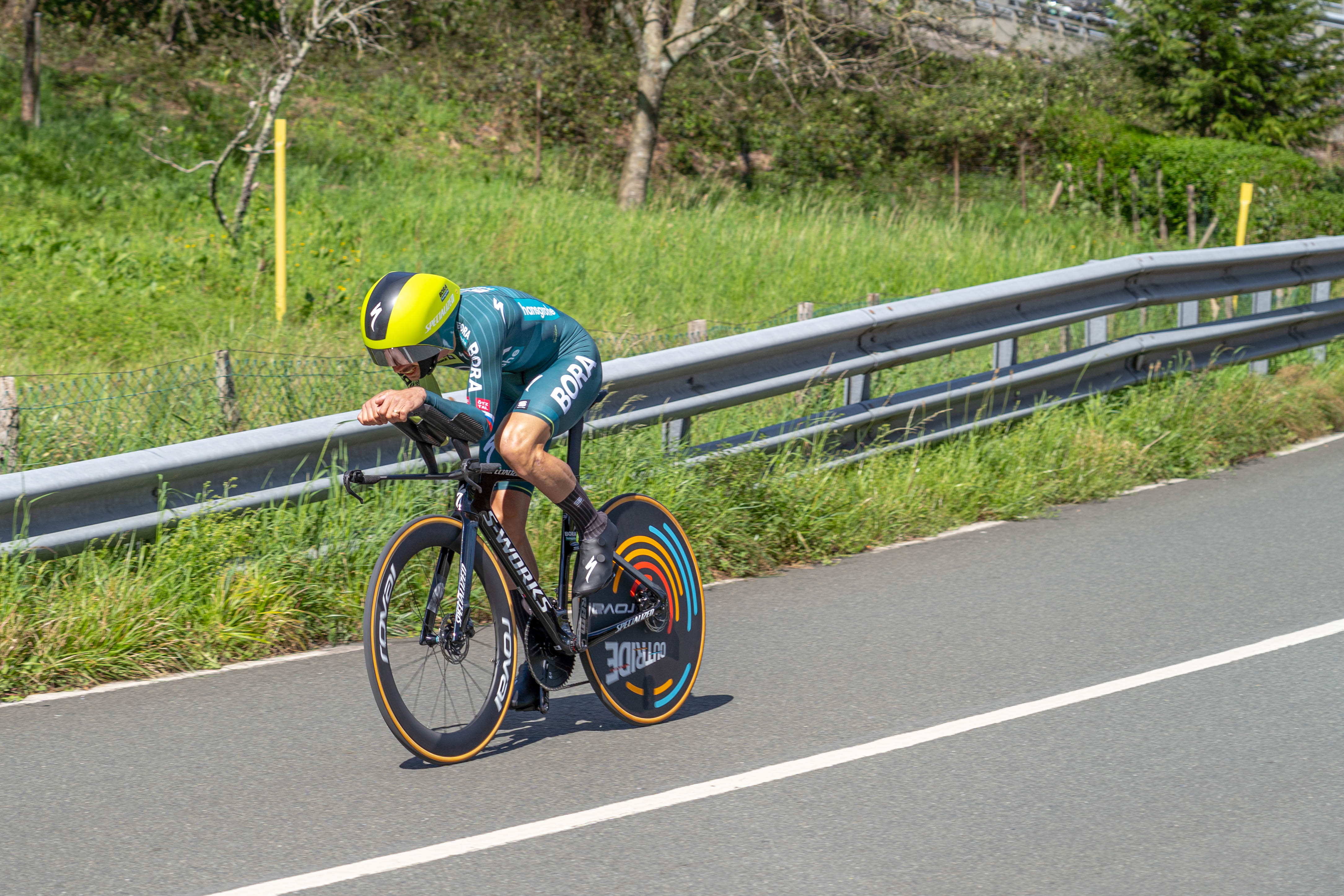
Primož Roglič (1.º).
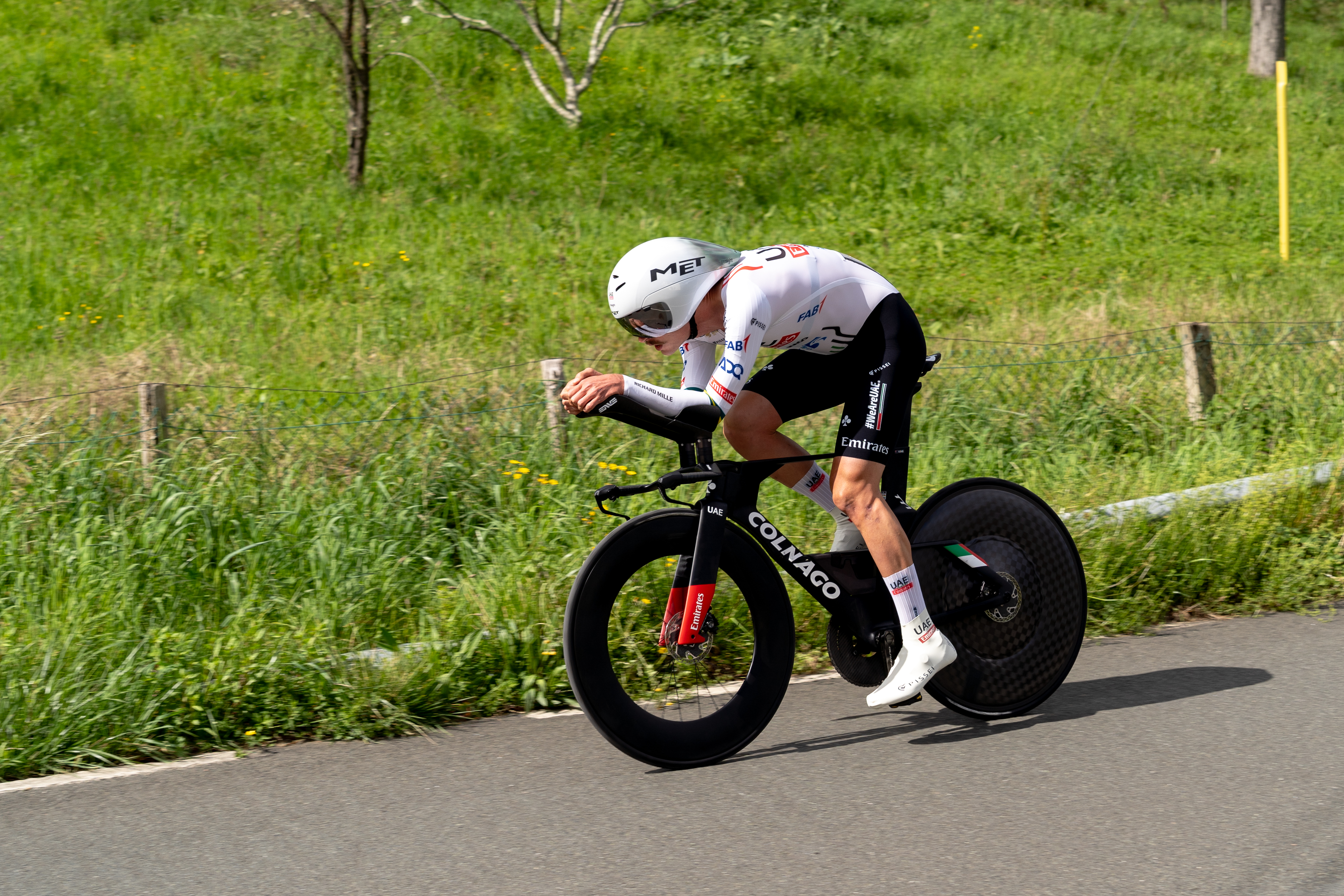
Jay Vine (2.º).
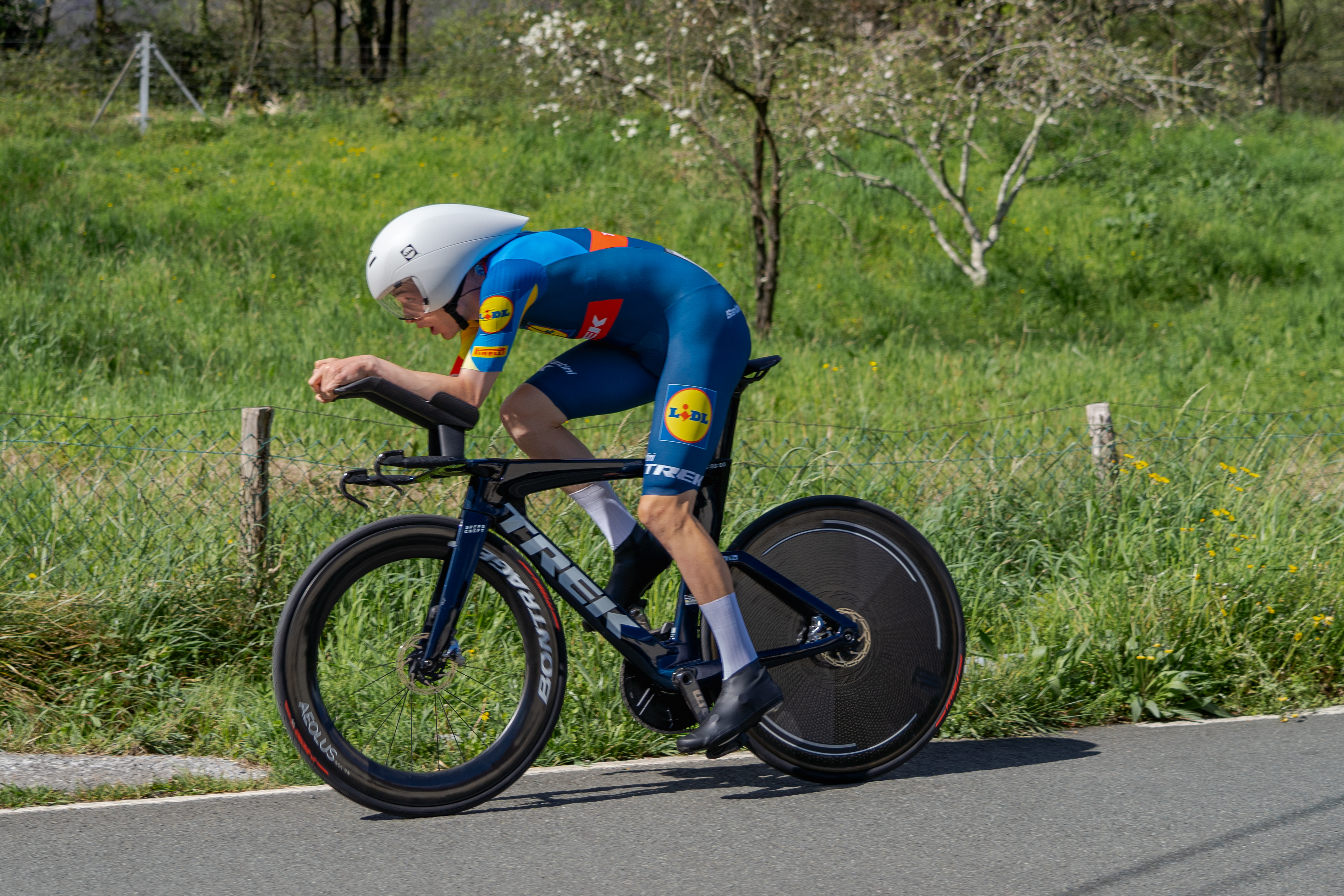
Mattias Skjelmose (3.º).

### 2.ª etapa
| Irún - Cambo-les-Bains | etapa escarpada | (160 km) |

| \| Clasificación de la etapa \| Clasificación de la etapa \| Clasificación de la etapa \| Clasificación de la etapa \| Clasificación de la etapa \| \| Ciclista \| Ciclista \| Equipo \| Tiempo \| \| \| ------------------------- \| ------------------------- \| -------------------------- \| ------------------------- \| ------------------------- \| \| 1.º \| Paul Lapeira \| Decathlon-AG2R La Mondiale \| 3 h 42 min 28 s \| \| \| 2.º \| Samuele Battistella \| Astana Qazaqstan Team \| + 0 s \| \| \| 3.º \| Louis Vervaeke \| Soudal Quick-Step \| + 0 s \| \| \| 4.º \| Pau Miquel \| Equipo Kern Pharma \| + 0 s \| \| \| 5.º \| Alex Aranburu \| Movistar Team \| + 0 s \| \| \| 6.º \| Thomas Silva \| Caja Rural-Seguros RGA \| + 0 s \| \| \| 7.º \| Valentin Retailleau \| Decathlon-AG2R La Mondiale \| + 0 s \| \| \| 8.º \| Gonzalo Serrano Rodríguez \| Movistar Team \| + 0 s \| \| \| 9.º \| Brandon McNulty \| UAE Team Emirates \| + 0 s \| \| \| 10.º \| Quinten Hermans \| Alpecin-Deceuninck \| + 0 s \| \| |                           |                            |                 |
| |                           |                            |                 |
| Fuente: ProCyclingStats |                           |                            |                 |
| Clasificación de la etapa |                           |                            |                 |
| Ciclista | Ciclista                  | Equipo                     | Tiempo          |
| 1.º | Paul Lapeira              | Decathlon-AG2R La Mondiale | 3 h 42 min 28 s |
| 2.º | Samuele Battistella       | Astana Qazaqstan Team      | + 0 s           |
| 3.º | Louis Vervaeke            | Soudal Quick-Step          | + 0 s           |
| 4.º | Pau Miquel                | Equipo Kern Pharma         | + 0 s           |
| 5.º | Alex Aranburu             | Movistar Team              | + 0 s           |
| 6.º | Thomas Silva              | Caja Rural-Seguros RGA     | + 0 s           |
| 7.º | Valentin Retailleau       | Decathlon-AG2R La Mondiale | + 0 s           |
| 8.º | Gonzalo Serrano Rodríguez | Movistar Team              | + 0 s           |
| 9.º | Brandon McNulty           | UAE Team Emirates          | + 0 s           |
| 10.º | Quinten Hermans           | Alpecin-Deceuninck         | + 0 s           |

| \| Clasificación general \| Clasificación general \| Clasificación general \| Clasificación general \| Clasificación general \| \| Ciclista \| Ciclista \| Equipo \| Tiempo \| \| \| --------------------- \| --------------------- \| -------------------------- \| --------------------- \| --------------------- \| \| 1.º \| Primož Roglič \| Bora-Hansgrohe \| 3 h 55 min 02 s \| \| \| 2.º \| Mattias Skjelmose \| Lidl-Trek \| + 10 s \| \| \| 3.º \| Remco Evenepoel \| Soudal Quick-Step \| + 10 s \| \| \| 4.º \| Juan Ayuso \| UAE Team Emirates \| + 14 s \| \| \| 5.º \| Jonas Vingegaard \| Team Visma \\| Lease a Bike \| + 15 s \| \| \| 6.º \| Kévin Vauquelin \| Arkéa-B&B Hotels \| + 16 s \| \| \| 7.º \| Maximilian Schachmann \| Bora-Hansgrohe \| + 16 s \| \| \| 8.º \| Brandon McNulty \| UAE Team Emirates \| + 23 s \| \| \| 9.º \| Bruno Armirail \| Decathlon-AG2R La Mondiale \| + 24 s \| \| \| 10.º \| Pello Bilbao \| Bahrain Victorious \| + 25 s \| \| |                       |                            |                 |
| |                       |                            |                 |
| Fuente: ProCyclingStats |                       |                            |                 |
| Clasificación general |                       |                            |                 |
| Ciclista | Ciclista              | Equipo                     | Tiempo          |
| 1.º | Primož Roglič         | Bora-Hansgrohe             | 3 h 55 min 02 s |
| 2.º | Mattias Skjelmose     | Lidl-Trek                  | + 10 s          |
| 3.º | Remco Evenepoel       | Soudal Quick-Step          | + 10 s          |
| 4.º | Juan Ayuso            | UAE Team Emirates          | + 14 s          |
| 5.º | Jonas Vingegaard      | Team Visma \| Lease a Bike | + 15 s          |
| 6.º | Kévin Vauquelin       | Arkéa-B&B Hotels           | + 16 s          |
| 7.º | Maximilian Schachmann | Bora-Hansgrohe             | + 16 s          |
| 8.º | Brandon McNulty       | UAE Team Emirates          | + 23 s          |
| 9.º | Bruno Armirail        | Decathlon-AG2R La Mondiale | + 24 s          |
| 10.º | Pello Bilbao          | Bahrain Victorious         | + 25 s          |

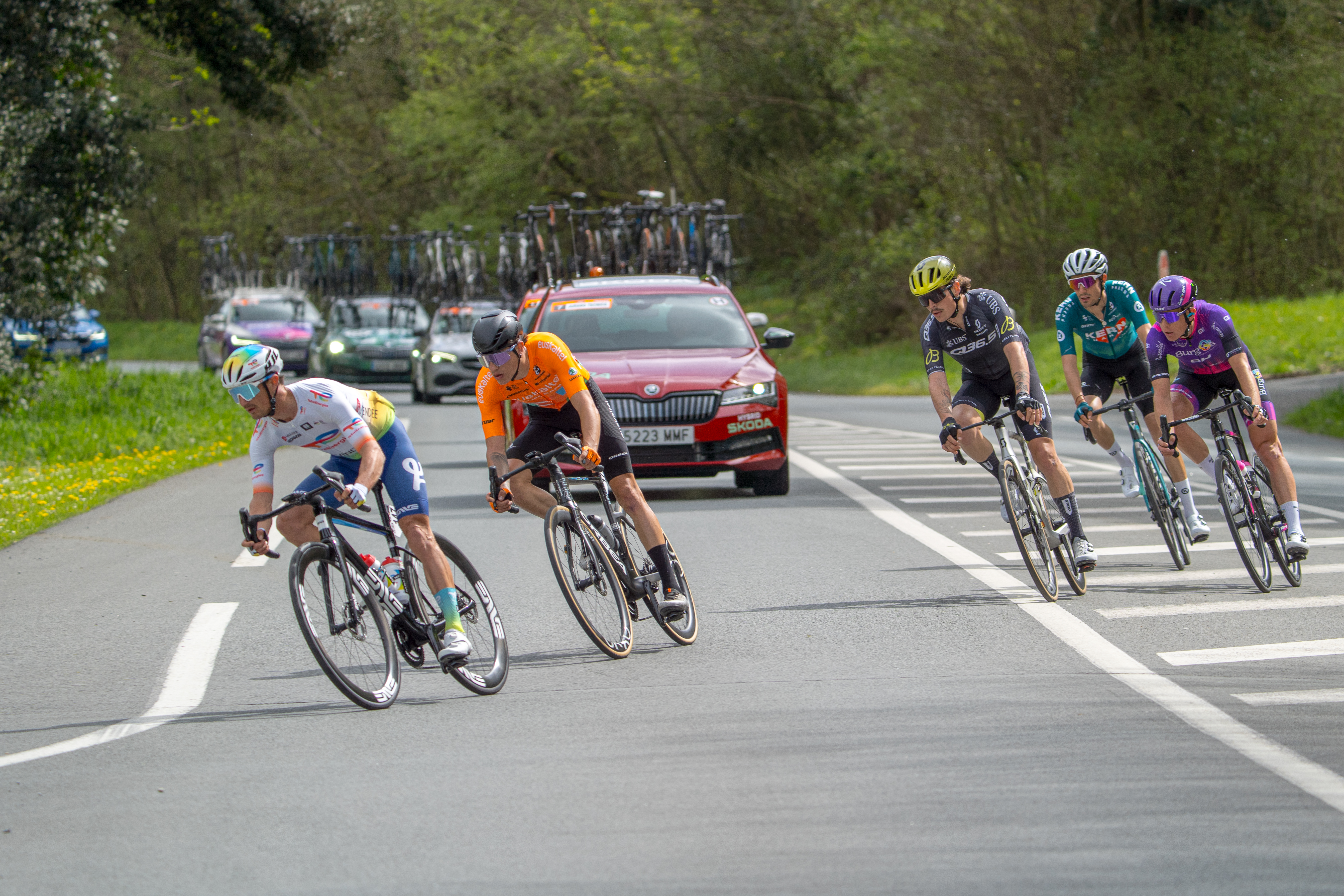
Antes Cambo-les-Bains.
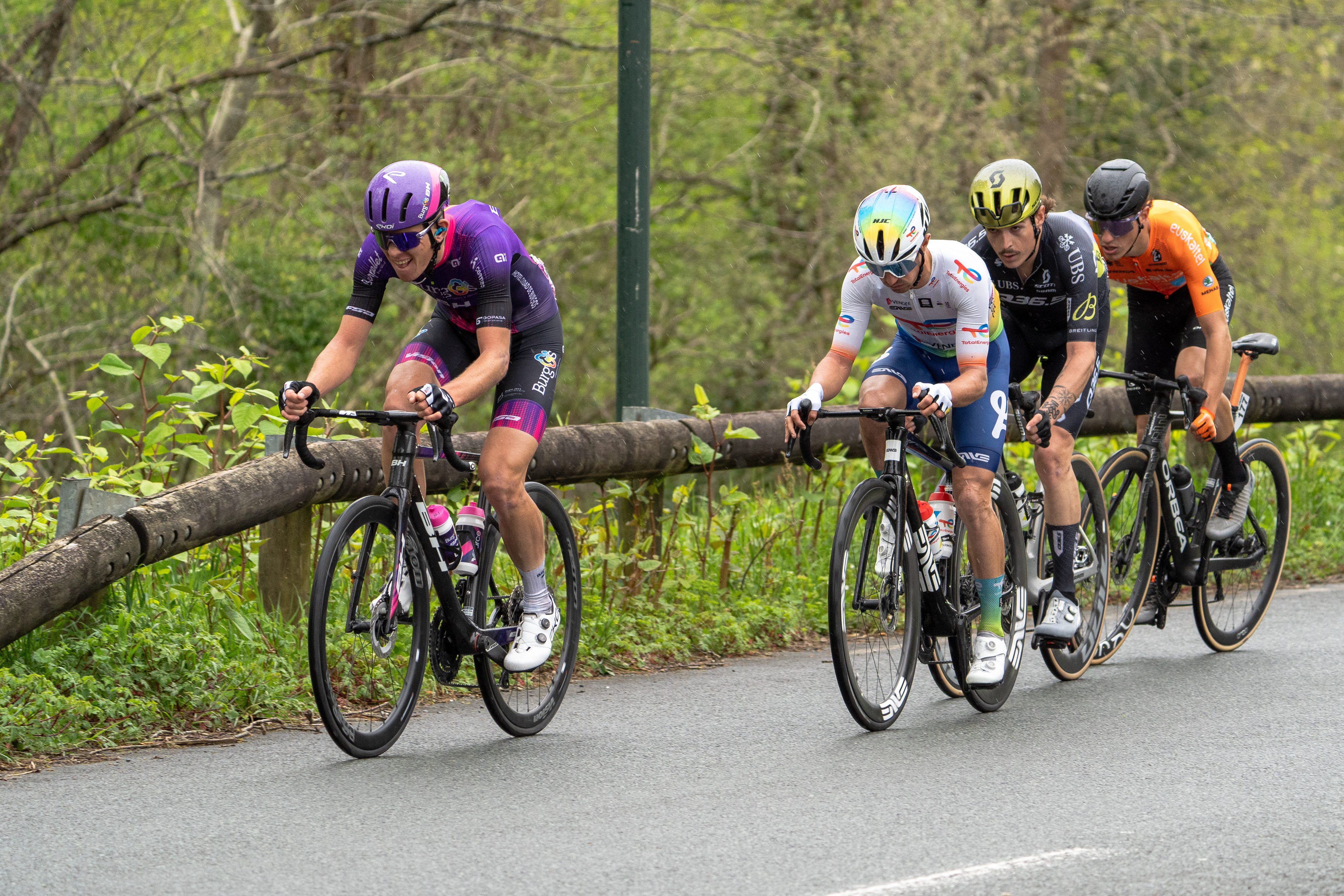
Después Ustaritz.
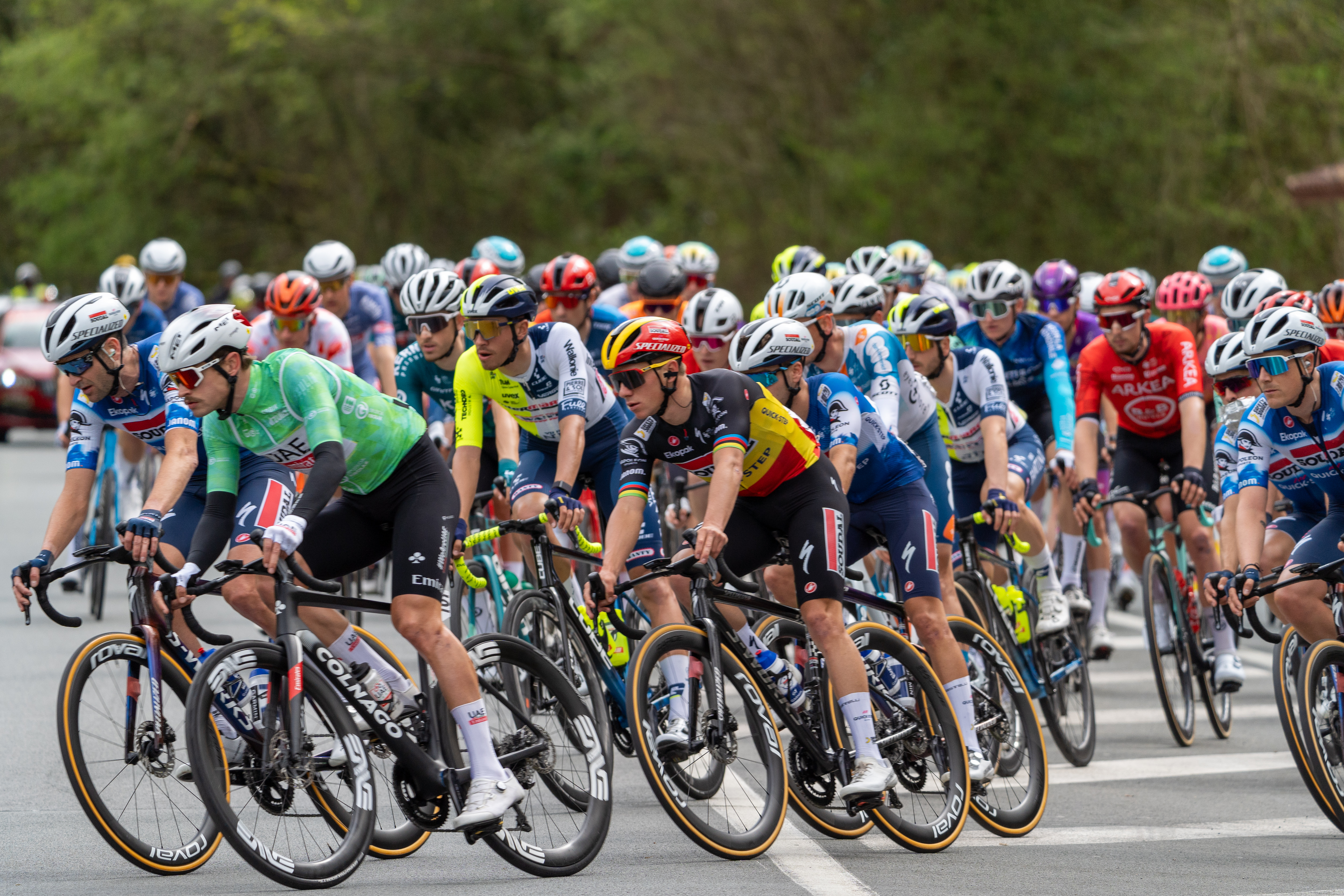
Peloton.

### 3.ª etapa
| Espelette - Alsasua | etapa de media montaña | (190,9 km) |

| \| Clasificación de la etapa \| Clasificación de la etapa \| Clasificación de la etapa \| Clasificación de la etapa \| Clasificación de la etapa \| \| Ciclista \| Ciclista \| Equipo \| Tiempo \| \| \| ------------------------- \| ------------------------- \| -------------------------- \| ------------------------- \| ------------------------- \| \| 1.º \| Quinten Hermans \| Alpecin-Deceuninck \| 4 h 40 min 59 s \| \| \| 2.º \| Edoardo Zambanini \| Bahrain Victorious \| + 0 s \| \| \| 3.º \| Alex Aranburu \| Movistar Team \| + 0 s \| \| \| 4.º \| Davide De Pretto \| Team Jayco AlUla \| + 0 s \| \| \| 5.º \| Nikias Arndt \| Bahrain Victorious \| + 0 s \| \| \| 6.º \| Ethan Hayter \| Ineos Grenadiers \| + 0 s \| \| \| 7.º \| Romain Grégoire \| Groupama-FDJ \| + 0 s \| \| \| 8.º \| Kévin Vauquelin \| Arkéa-B&B Hotels \| + 0 s \| \| \| 9.º \| Vito Braet \| Intermarché-Wanty \| + 0 s \| \| \| 10.º \| Valentin Retailleau \| Decathlon-AG2R La Mondiale \| + 0 s \| \| |                     |                            |                 |
| |                     |                            |                 |
| Fuente: ProCyclingStats |                     |                            |                 |
| Clasificación de la etapa |                     |                            |                 |
| Ciclista | Ciclista            | Equipo                     | Tiempo          |
| 1.º | Quinten Hermans     | Alpecin-Deceuninck         | 4 h 40 min 59 s |
| 2.º | Edoardo Zambanini   | Bahrain Victorious         | + 0 s           |
| 3.º | Alex Aranburu       | Movistar Team              | + 0 s           |
| 4.º | Davide De Pretto    | Team Jayco AlUla           | + 0 s           |
| 5.º | Nikias Arndt        | Bahrain Victorious         | + 0 s           |
| 6.º | Ethan Hayter        | Ineos Grenadiers           | + 0 s           |
| 7.º | Romain Grégoire     | Groupama-FDJ               | + 0 s           |
| 8.º | Kévin Vauquelin     | Arkéa-B&B Hotels           | + 0 s           |
| 9.º | Vito Braet          | Intermarché-Wanty          | + 0 s           |
| 10.º | Valentin Retailleau | Decathlon-AG2R La Mondiale | + 0 s           |

| \| Clasificación general \| Clasificación general \| Clasificación general \| Clasificación general \| Clasificación general \| \| Ciclista \| Ciclista \| Equipo \| Tiempo \| \| \| --------------------- \| --------------------- \| -------------------------- \| --------------------- \| --------------------- \| \| 1.º \| Primož Roglič \| Bora-Hansgrohe \| 8 h 36 min 01 s \| \| \| 2.º \| Remco Evenepoel \| Soudal Quick-Step \| + 7 s \| \| \| 3.º \| Mattias Skjelmose \| Lidl-Trek \| + 10 s \| \| \| 4.º \| Juan Ayuso \| UAE Team Emirates \| + 14 s \| \| \| 5.º \| Jonas Vingegaard \| Team Visma \\| Lease a Bike \| + 14 s \| \| \| 6.º \| Kévin Vauquelin \| Arkéa-B&B Hotels \| + 16 s \| \| \| 7.º \| Maximilian Schachmann \| Bora-Hansgrohe \| + 16 s \| \| \| 8.º \| Brandon McNulty \| UAE Team Emirates \| + 23 s \| \| \| 9.º \| Bruno Armirail \| Decathlon-AG2R La Mondiale \| + 24 s \| \| \| 10.º \| Pello Bilbao \| Bahrain Victorious \| + 25 s \| \| |                       |                            |                 |
| |                       |                            |                 |
| Fuente: ProCyclingStats |                       |                            |                 |
| Clasificación general |                       |                            |                 |
| Ciclista | Ciclista              | Equipo                     | Tiempo          |
| 1.º | Primož Roglič         | Bora-Hansgrohe             | 8 h 36 min 01 s |
| 2.º | Remco Evenepoel       | Soudal Quick-Step          | + 7 s           |
| 3.º | Mattias Skjelmose     | Lidl-Trek                  | + 10 s          |
| 4.º | Juan Ayuso            | UAE Team Emirates          | + 14 s          |
| 5.º | Jonas Vingegaard      | Team Visma \| Lease a Bike | + 14 s          |
| 6.º | Kévin Vauquelin       | Arkéa-B&B Hotels           | + 16 s          |
| 7.º | Maximilian Schachmann | Bora-Hansgrohe             | + 16 s          |
| 8.º | Brandon McNulty       | UAE Team Emirates          | + 23 s          |
| 9.º | Bruno Armirail        | Decathlon-AG2R La Mondiale | + 24 s          |
| 10.º | Pello Bilbao          | Bahrain Victorious         | + 25 s          |

### 4.ª etapa
| Echarri Aranaz - Villarreal de Álava | etapa de media montaña | (157,5 km) |

| \| Clasificación de la etapa \| Clasificación de la etapa \| Clasificación de la etapa \| Clasificación de la etapa \| Clasificación de la etapa \| \| Ciclista \| Ciclista \| Equipo \| Tiempo \| \| \| ------------------------- \| ------------------------- \| ------------------------- \| ------------------------- \| ------------------------- \| \| 1.º \| Louis Meintjes \| Intermarché-Wanty \| 4 h 21 min 15 s \| \| \| 2.º \| Reuben Thompson \| Groupama-FDJ \| + 0 s \| \| \| 3.º \| Karel Vacek \| Burgos-BH \| + 0 s \| \| \| 4.º \| Mikel Retegi \| Equipo Kern Pharma \| + 0 s \| \| \| 5.º \| Mathieu Burgaudeau \| TotalEnergies \| + 0 s \| \| \| 6.º \| Joseba López \| Caja Rural-Seguros RGA \| + 0 s \| \| \| 7.º \| Lorenzo Rota \| Intermarché-Wanty \| + 0 s \| \| \| 8.º \| Kevin Colleoni \| Intermarché-Wanty \| + 0 s \| \| \| 9.º \| Iván Cobo \| Equipo Kern Pharma \| + 0 s \| \| \| 10.º \| José Manuel Díaz Gallego \| Burgos-BH \| + 0 s \| \| |                          |                        |                 |
| |                          |                        |                 |
| Fuente: ProCyclingStats |                          |                        |                 |
| Clasificación de la etapa |                          |                        |                 |
| Ciclista | Ciclista                 | Equipo                 | Tiempo          |
| 1.º | Louis Meintjes           | Intermarché-Wanty      | 4 h 21 min 15 s |
| 2.º | Reuben Thompson          | Groupama-FDJ           | + 0 s           |
| 3.º | Karel Vacek              | Burgos-BH              | + 0 s           |
| 4.º | Mikel Retegi             | Equipo Kern Pharma     | + 0 s           |
| 5.º | Mathieu Burgaudeau       | TotalEnergies          | + 0 s           |
| 6.º | Joseba López             | Caja Rural-Seguros RGA | + 0 s           |
| 7.º | Lorenzo Rota             | Intermarché-Wanty      | + 0 s           |
| 8.º | Kevin Colleoni           | Intermarché-Wanty      | + 0 s           |
| 9.º | Iván Cobo                | Equipo Kern Pharma     | + 0 s           |
| 10.º | José Manuel Díaz Gallego | Burgos-BH              | + 0 s           |

| \| Clasificación general \| Clasificación general \| Clasificación general \| Clasificación general \| Clasificación general \| \| Ciclista \| Ciclista \| Equipo \| Tiempo \| \| \| --------------------- \| ----------------------- \| -------------------------- \| --------------------- \| --------------------- \| \| 1.º \| Mattias Skjelmose \| Lidl-Trek \| 8 h 36 min 11 s \| \| \| 2.º \| Juan Ayuso \| UAE Team Emirates \| + 4 s \| \| \| 3.º \| Kévin Vauquelin \| Arkéa-B&B Hotels \| + 6 s \| \| \| 4.º \| Maximilian Schachmann \| Bora-Hansgrohe \| + 6 s \| \| \| 5.º \| Brandon McNulty \| UAE Team Emirates \| + 13 s \| \| \| 6.º \| Bruno Armirail \| Decathlon-AG2R La Mondiale \| + 14 s \| \| \| 7.º \| Pello Bilbao \| Bahrain Victorious \| + 15 s \| \| \| 8.º \| Paul Lapeira \| Decathlon-AG2R La Mondiale \| + 16 s \| \| \| 9.º \| Nélson Filippe Oliveira \| Movistar Team \| + 18 s \| \| \| 10.º \| Romain Grégoire \| Groupama-FDJ \| + 18 s \| \| |                         |                            |                 |
| |                         |                            |                 |
| Fuente: ProCyclingStats |                         |                            |                 |
| Clasificación general |                         |                            |                 |
| Ciclista | Ciclista                | Equipo                     | Tiempo          |
| 1.º | Mattias Skjelmose       | Lidl-Trek                  | 8 h 36 min 11 s |
| 2.º | Juan Ayuso              | UAE Team Emirates          | + 4 s           |
| 3.º | Kévin Vauquelin         | Arkéa-B&B Hotels           | + 6 s           |
| 4.º | Maximilian Schachmann   | Bora-Hansgrohe             | + 6 s           |
| 5.º | Brandon McNulty         | UAE Team Emirates          | + 13 s          |
| 6.º | Bruno Armirail          | Decathlon-AG2R La Mondiale | + 14 s          |
| 7.º | Pello Bilbao            | Bahrain Victorious         | + 15 s          |
| 8.º | Paul Lapeira            | Decathlon-AG2R La Mondiale | + 16 s          |
| 9.º | Nélson Filippe Oliveira | Movistar Team              | + 18 s          |
| 10.º | Romain Grégoire         | Groupama-FDJ               | + 18 s          |

### 5.ª etapa
| Vitoria - Amorebieta-Echano | etapa de media montaña | (175,9 km) |

| \| Clasificación de la etapa \| Clasificación de la etapa \| Clasificación de la etapa \| Clasificación de la etapa \| Clasificación de la etapa \| \| Ciclista \| Ciclista \| Equipo \| Tiempo \| \| \| ------------------------- \| ------------------------- \| ------------------------- \| ------------------------- \| ------------------------- \| \| 1.º \| Romain Grégoire \| Groupama-FDJ \| 3 h 43 min 28 s \| \| \| 2.º \| Orluis Aular \| Caja Rural-Seguros RGA \| + 0 s \| \| \| 3.º \| Maximilian Schachmann \| Bora-Hansgrohe \| + 0 s \| \| \| 4.º \| Quentin Pacher \| Groupama-FDJ \| + 0 s \| \| \| 5.º \| Alex Aranburu \| Movistar Team \| + 0 s \| \| \| 6.º \| Santiago Buitrago \| Bahrain Victorious \| + 0 s \| \| \| 7.º \| Pello Bilbao \| Bahrain Victorious \| + 0 s \| \| \| 8.º \| Damien Howson \| Q36.5 Pro Cycling Team \| + 0 s \| \| \| 9.º \| Samuele Battistella \| Astana Qazaqstan Team \| + 0 s \| \| \| 10.º \| Carlos Rodríguez \| Ineos Grenadiers \| + 0 s \| \| |                       |                        |                 |
| |                       |                        |                 |
| Fuente: ProCyclingStats |                       |                        |                 |
| Clasificación de la etapa |                       |                        |                 |
| Ciclista | Ciclista              | Equipo                 | Tiempo          |
| 1.º | Romain Grégoire       | Groupama-FDJ           | 3 h 43 min 28 s |
| 2.º | Orluis Aular          | Caja Rural-Seguros RGA | + 0 s           |
| 3.º | Maximilian Schachmann | Bora-Hansgrohe         | + 0 s           |
| 4.º | Quentin Pacher        | Groupama-FDJ           | + 0 s           |
| 5.º | Alex Aranburu         | Movistar Team          | + 0 s           |
| 6.º | Santiago Buitrago     | Bahrain Victorious     | + 0 s           |
| 7.º | Pello Bilbao          | Bahrain Victorious     | + 0 s           |
| 8.º | Damien Howson         | Q36.5 Pro Cycling Team | + 0 s           |
| 9.º | Samuele Battistella   | Astana Qazaqstan Team  | + 0 s           |
| 10.º | Carlos Rodríguez      | Ineos Grenadiers       | + 0 s           |

| \| Clasificación general \| Clasificación general \| Clasificación general \| Clasificación general \| Clasificación general \| \| Ciclista \| Ciclista \| Equipo \| Tiempo \| \| \| --------------------- \| --------------------- \| -------------------------- \| --------------------- \| --------------------- \| \| 1.º \| Mattias Skjelmose \| Lidl-Trek \| 12 h 19 min 39 s \| \| \| 2.º \| Maximilian Schachmann \| Bora-Hansgrohe \| + 2 s \| \| \| 3.º \| Juan Ayuso \| UAE Team Emirates \| + 4 s \| \| \| 4.º \| Kévin Vauquelin \| Arkéa-B&B Hotels \| + 6 s \| \| \| 5.º \| Romain Grégoire \| Groupama-FDJ \| + 8 s \| \| \| 6.º \| Brandon McNulty \| UAE Team Emirates \| + 13 s \| \| \| 7.º \| Bruno Armirail \| Decathlon-AG2R La Mondiale \| + 14 s \| \| \| 8.º \| Pello Bilbao \| Bahrain Victorious \| + 15 s \| \| \| 9.º \| Alex Aranburu \| Movistar Team \| + 23 s \| \| \| 10.º \| Jordan Jegat \| TotalEnergies \| + 30 s \| \| |                       |                            |                  |
| |                       |                            |                  |
| Fuente: ProCyclingStats |                       |                            |                  |
| Clasificación general |                       |                            |                  |
| Ciclista | Ciclista              | Equipo                     | Tiempo           |
| 1.º | Mattias Skjelmose     | Lidl-Trek                  | 12 h 19 min 39 s |
| 2.º | Maximilian Schachmann | Bora-Hansgrohe             | + 2 s            |
| 3.º | Juan Ayuso            | UAE Team Emirates          | + 4 s            |
| 4.º | Kévin Vauquelin       | Arkéa-B&B Hotels           | + 6 s            |
| 5.º | Romain Grégoire       | Groupama-FDJ               | + 8 s            |
| 6.º | Brandon McNulty       | UAE Team Emirates          | + 13 s           |
| 7.º | Bruno Armirail        | Decathlon-AG2R La Mondiale | + 14 s           |
| 8.º | Pello Bilbao          | Bahrain Victorious         | + 15 s           |
| 9.º | Alex Aranburu         | Movistar Team              | + 23 s           |
| 10.º | Jordan Jegat          | TotalEnergies              | + 30 s           |

### 6.ª etapa
| Éibar - Éibar | etapa de montaña | (137,8 km) |

| \| Clasificación de la etapa \| Clasificación de la etapa \| Clasificación de la etapa \| Clasificación de la etapa \| Clasificación de la etapa \| \| Ciclista \| Ciclista \| Equipo \| Tiempo \| \| \| ------------------------- \| ------------------------- \| ------------------------- \| ------------------------- \| ------------------------- \| \| 1.º \| Carlos Rodríguez \| Ineos Grenadiers \| 3 h 37 min 13 s \| \| \| 2.º \| Juan Ayuso \| UAE Team Emirates \| + 0 s \| \| \| 3.º \| Marc Soler \| UAE Team Emirates \| + 41 s \| \| \| 4.º \| Mattias Skjelmose \| Lidl-Trek \| + 41 s \| \| \| 5.º \| Oscar Onley \| Team dsm-firmenich PostNL \| + 41 s \| \| \| 6.º \| Bauke Mollema \| Lidl-Trek \| + 1 min 31 s \| \| \| 7.º \| Brandon McNulty \| UAE Team Emirates \| + 1 min 31 s \| \| \| 8.º \| Pello Bilbao \| Bahrain Victorious \| + 1 min 31 s \| \| \| 9.º \| Esteban Chaves \| EF Education-EasyPost \| + 1 min 33 s \| \| \| 10.º \| Isaac Del Toro \| UAE Team Emirates \| + 1 min 41 s \| \| |                   |                           |                 |
| |                   |                           |                 |
| Fuente: ProCyclingStats |                   |                           |                 |
| Clasificación de la etapa |                   |                           |                 |
| Ciclista | Ciclista          | Equipo                    | Tiempo          |
| 1.º | Carlos Rodríguez  | Ineos Grenadiers          | 3 h 37 min 13 s |
| 2.º | Juan Ayuso        | UAE Team Emirates         | + 0 s           |
| 3.º | Marc Soler        | UAE Team Emirates         | + 41 s          |
| 4.º | Mattias Skjelmose | Lidl-Trek                 | + 41 s          |
| 5.º | Oscar Onley       | Team dsm-firmenich PostNL | + 41 s          |
| 6.º | Bauke Mollema     | Lidl-Trek                 | + 1 min 31 s    |
| 7.º | Brandon McNulty   | UAE Team Emirates         | + 1 min 31 s    |
| 8.º | Pello Bilbao      | Bahrain Victorious        | + 1 min 31 s    |
| 9.º | Esteban Chaves    | EF Education-EasyPost     | + 1 min 33 s    |
| 10.º | Isaac Del Toro    | UAE Team Emirates         | + 1 min 41 s    |

## Clasificaciones finales
- Las clasificaciones finalizaron de la siguiente forma:[4]

### Clasificación general
| \| Clasificación general \| Clasificación general \| Clasificación general \| Clasificación general \| Clasificación general \| \| Ciclista \| Ciclista \| Equipo \| Tiempo \| \| \| --------------------- \| --------------------- \| -------------------------- \| --------------------- \| --------------------- \| \| 1.º \| Juan Ayuso \| UAE Team Emirates \| 15 h 56 min 50 s \| \| \| 2.º \| Carlos Rodríguez \| Ineos Grenadiers \| + 42 s \| \| \| 3.º \| Mattias Skjelmose \| Lidl-Trek \| + 43 s \| \| \| 4.º \| Marc Soler \| UAE Team Emirates \| + 1 min 23 s \| \| \| 5.º \| Brandon McNulty \| UAE Team Emirates \| + 1 min 46 s \| \| \| 6.º \| Pello Bilbao \| Bahrain Victorious \| + 1 min 48 s \| \| \| 7.º \| Isaac Del Toro \| UAE Team Emirates \| + 2 min 15 s \| \| \| 8.º \| Kévin Vauquelin \| Arkéa-B&B Hotels \| + 2 min 38 s \| \| \| 9.º \| Ion Izagirre \| Cofidis \| + 3 min 06 s \| \| \| 10.º \| Alex Baudin \| Decathlon-AG2R La Mondiale \| + 3 min 07 s \| \| \| 11.º \| Santiago Buitrago \| Bahrain Victorious \| + 3 min 09 s \| \| \| 12.º \| Jai Hindley \| Bora-Hansgrohe \| + 3 min 19 s \| \| \| 13.º \| Maximilian Schachmann \| Bora-Hansgrohe \| + 3 min 40 s \| \| \| 14.º \| Victor Langellotti \| Burgos-BH \| + 3 min 59 s \| \| \| 15.º \| Alex Aranburu \| Movistar Team \| + 4 min 01 s \| \| \| 16.º \| Esteban Chaves \| EF Education-EasyPost \| + 4 min 01 s \| \| \| 17.º \| Jordan Jegat \| TotalEnergies \| + 4 min 08 s \| \| \| 18.º \| Ethan Hayter \| Ineos Grenadiers \| + 4 min 10 s \| \| \| 19.º \| Oscar Onley \| Team dsm-firmenich PostNL \| + 4 min 48 s \| \| \| 20.º \| Bruno Armirail \| Decathlon-AG2R La Mondiale \| + 5 min 32 s \| \| \| 21.º \| Rigoberto Urán \| EF Education-EasyPost \| + 5 min 57 s \| \| \| 22.º \| Simon Geschke \| Cofidis \| + 6 min 14 s \| \| \| 23.º \| Quentin Pacher \| Groupama-FDJ \| + 6 min 17 s \| \| \| 24.º \| Víctor de la Parte \| Euskaltel-Euskadi \| + 6 min 18 s \| \| \| 25.º \| William Junior Lecerf \| Soudal Quick-Step \| + 6 min 31 s \| \| |                       |                            |                  |
| |                       |                            |                  |
| Fuente: ProCyclingStats |                       |                            |                  |
| Clasificación general |                       |                            |                  |
| Ciclista | Ciclista              | Equipo                     | Tiempo           |
| 1.º | Juan Ayuso            | UAE Team Emirates          | 15 h 56 min 50 s |
| 2.º | Carlos Rodríguez      | Ineos Grenadiers           | + 42 s           |
| 3.º | Mattias Skjelmose     | Lidl-Trek                  | + 43 s           |
| 4.º | Marc Soler            | UAE Team Emirates          | + 1 min 23 s     |
| 5.º | Brandon McNulty       | UAE Team Emirates          | + 1 min 46 s     |
| 6.º | Pello Bilbao          | Bahrain Victorious         | + 1 min 48 s     |
| 7.º | Isaac Del Toro        | UAE Team Emirates          | + 2 min 15 s     |
| 8.º | Kévin Vauquelin       | Arkéa-B&B Hotels           | + 2 min 38 s     |
| 9.º | Ion Izagirre          | Cofidis                    | + 3 min 06 s     |
| 10.º | Alex Baudin           | Decathlon-AG2R La Mondiale | + 3 min 07 s     |
| 11.º | Santiago Buitrago     | Bahrain Victorious         | + 3 min 09 s     |
| 12.º | Jai Hindley           | Bora-Hansgrohe             | + 3 min 19 s     |
| 13.º | Maximilian Schachmann | Bora-Hansgrohe             | + 3 min 40 s     |
| 14.º | Victor Langellotti    | Burgos-BH                  | + 3 min 59 s     |
| 15.º | Alex Aranburu         | Movistar Team              | + 4 min 01 s     |
| 16.º | Esteban Chaves        | EF Education-EasyPost      | + 4 min 01 s     |
| 17.º | Jordan Jegat          | TotalEnergies              | + 4 min 08 s     |
| 18.º | Ethan Hayter          | Ineos Grenadiers           | + 4 min 10 s     |
| 19.º | Oscar Onley           | Team dsm-firmenich PostNL  | + 4 min 48 s     |
| 20.º | Bruno Armirail        | Decathlon-AG2R La Mondiale | + 5 min 32 s     |
| 21.º | Rigoberto Urán        | EF Education-EasyPost      | + 5 min 57 s     |
| 22.º | Simon Geschke         | Cofidis                    | + 6 min 14 s     |
| 23.º | Quentin Pacher        | Groupama-FDJ               | + 6 min 17 s     |
| 24.º | Víctor de la Parte    | Euskaltel-Euskadi          | + 6 min 18 s     |
| 25.º | William Junior Lecerf | Soudal Quick-Step          | + 6 min 31 s     |

### Clasificación por puntos
| Clasificación por puntos | Clasificación por puntos | Clasificación por puntos | Clasificación por puntos | Clasificación por puntos |
| Ciclista                 | Ciclista                 | Equipo                   | Puntos                   |                          |
| ------------------------ | ------------------------ | ------------------------ | ------------------------ | ------------------------ |
| 1.º                      | Alex Aranburu            | Movistar Team            | 40 pts                   |                          |
| 2.º                      | Juan Ayuso               | UAE Team Emirates        | 35 pts                   |                          |
| 3.º                      | Romain Grégoire          | Groupama-FDJ             | 34 pts                   |                          |
| 4.º                      | Carlos Rodríguez         | Ineos Grenadiers         | 31 pts                   |                          |
| 5.º                      | Mattias Skjelmose        | Lidl-Trek                | 30 pts                   |                          |
| 6.º                      | Isaac Del Toro           | UAE Team Emirates        | 28 pts                   |                          |
| 7.º                      | Marc Soler               | UAE Team Emirates        | 26 pts                   |                          |
| 8.º                      | Maximilian Schachmann    | Bora-Hansgrohe           | 24 pts                   |                          |
| 9.º                      | Kévin Vauquelin          | Arkéa-B&B Hotels         | 23 pts                   |                          |
| 10.º                     | Brandon McNulty          | UAE Team Emirates        | 21 pts                   |                          |

### Clasificación de la montaña
| Clasificación de la montaña | Clasificación de la montaña | Clasificación de la montaña | Clasificación de la montaña | Clasificación de la montaña |
| Ciclista                    | Ciclista                    | Equipo                      | Puntos                      |                             |
| --------------------------- | --------------------------- | --------------------------- | --------------------------- | --------------------------- |
| 1.º                         | Sepp Kuss                   | Team Visma \| Lease a Bike  | 35 pts                      |                             |
| 2.º                         | Louis Meintjes              | Intermarché-Wanty           | 20 pts                      |                             |
| 3.º                         | Isaac Del Toro              | UAE Team Emirates           | 15 pts                      |                             |
| 4.º                         | Rein Taaramäe               | Intermarché-Wanty           | 15 pts                      |                             |
| 5.º                         | Igor Arrieta                | UAE Team Emirates           | 15 pts                      |                             |
| 6.º                         | Oscar Onley                 | Team dsm-firmenich PostNL   | 14 pts                      |                             |
| 7.º                         | Marc Soler                  | UAE Team Emirates           | 14 pts                      |                             |
| 8.º                         | Esteban Chaves              | EF Education-EasyPost       | 12 pts                      |                             |
| 9.º                         | Alan Jousseaume             | TotalEnergies               | 11 pts                      |                             |
| 10.º                        | Eric Fagúndez               | Burgos-BH                   | 11 pts                      |                             |

### Clasificación sub-23
| Clasificación sub-23 | Clasificación sub-23   | Clasificación sub-23       | Clasificación sub-23 | Clasificación sub-23 |
| Ciclista             | Ciclista               | Equipo                     | Tiempo               |                      |
| -------------------- | ---------------------- | -------------------------- | -------------------- | -------------------- |
| 1.º                  | Juan Ayuso             | UAE Team Emirates          | 15 h 56 min 50 s     |                      |
| 2.º                  | Isaac Del Toro         | UAE Team Emirates          | + 2 min 15 s         |                      |
| 3.º                  | Oscar Onley            | Team dsm-firmenich PostNL  | + 4 min 48 s         |                      |
| 4.º                  | William Junior Lecerf  | Soudal Quick-Step          | + 6 min 31 s         |                      |
| 5.º                  | Romain Grégoire        | Groupama-FDJ               | + 9 min 39 s         |                      |
| 6.º                  | Gianmarco Garofoli     | Astana Qazaqstan Team      | + 12 min 42 s        |                      |
| 7.º                  | Johannes Staune-Mittet | Team Visma \| Lease a Bike | + 13 min 52 s        |                      |
| 8.º                  | Igor Arrieta           | UAE Team Emirates          | + 17 min 14 s        |                      |
| 9.º                  | Alexy Faure Prost      | Intermarché-Wanty          | + 25 min 04 s        |                      |
| 10.º                 | Iker Mintegi           | Euskaltel-Euskadi          | + 28 min 11 s        |                      |

### Clasificación por equipos
| Clasificación por equipos | Clasificación por equipos  | Clasificación por equipos | Clasificación por equipos |
| Equipo                    | Equipo                     | Tiempo                    |                           |
| ------------------------- | -------------------------- | ------------------------- | ------------------------- |
| 1.º                       | UAE Team Emirates          | 47 h 53 min 27 s          |                           |
| 2.º                       | Bahrain Victorious         | + 8 min 30 s              |                           |
| 3.º                       | Ineos Grenadiers           | + 8 min 36 s              |                           |
| 4.º                       | EF Education-EasyPost      | + 9 min 43 s              |                           |
| 5.º                       | Bora-Hansgrohe             | + 9 min 53 s              |                           |
| 6.º                       | Lidl-Trek                  | + 9 min 56 s              |                           |
| 7.º                       | Movistar Team              | + 13 min 49 s             |                           |
| 8.º                       | Team Visma \| Lease a Bike | + 17 min 02 s             |                           |
| 9.º                       | Decathlon-AG2R La Mondiale | + 17 min 59 s             |                           |
| 10.º                      | Team dsm-firmenich PostNL  | + 18 min 48 s             |                           |

## Evolución de las clasificaciones
| Etapa                   |                         | Ganador _        | Clasificación general | Puntos          | Montaña        | Jóvenes    | Combatividad      | Equipo            | Mejor nacional |
| ----------------------- | ----------------------- | ---------------- | --------------------- | --------------- | -------------- | ---------- | ----------------- | ----------------- | -------------- |
| 1.ª etapa               | contrarreloj individual | Primož Roglič    | Primož Roglič         | Primož Roglič   | Primož Roglič  | Juan Ayuso | Primož Roglič     | UAE Team Emirates | Ion Izagirre   |
| 2.ª etapa               | etapa escarpada         | Paul Lapeira     | Primož Roglič         | Primož Roglič   | Primož Roglič  | Juan Ayuso | Alexis Vuillermoz | UAE Team Emirates | Pello Bilbao   |
| 3.ª etapa               | etapa de media montaña  | Quinten Hermans  | Primož Roglič         | Quinten Hermans | Louis Meintjes | Juan Ayuso | Primož Roglič     | Bora-Hansgrohe    | Pello Bilbao   |
| 4.ª etapa               | etapa de media montaña  | Louis Meintjes   | Mattias Skjelmose     | Quinten Hermans | Louis Meintjes | Juan Ayuso | Louis Meintjes    | Bora-Hansgrohe    | Pello Bilbao   |
| 5.ª etapa               | etapa de media montaña  | Romain Grégoire  | Mattias Skjelmose     | Alex Aranburu   | Louis Meintjes | Juan Ayuso | Isaac Del Toro    | UAE Team Emirates | Pello Bilbao   |
| 6.ª etapa               | etapa de montaña        | Carlos Rodríguez | Juan Ayuso            | Alex Aranburu   | Sepp Kuss      | Juan Ayuso | Marc Soler        | UAE Team Emirates | Pello Bilbao   |
| Clasificaciones finales | Clasificaciones finales |                  | Juan Ayuso            | Alex Aranburu   | Sepp Kuss      | Juan Ayuso | no otorgado       | UAE Team Emirates | no otorgado    |

## Ciclistas participantes y posiciones finales
Convenciones:
- AB-N: Abandono en la etapa "N"
- FLT-N: Retiro por arribo fuera del límite de tiempo en la etapa "N"
- NTS-N: No tomó la salida para la etapa "N"
- DES-N: Descalificado o expulsado en la etapa "N"

## UCI World Ranking
La Vuelta al País Vasco otorgó puntos para el UCI World Ranking para corredores de los equipos en las categorías UCI WorldTeam, UCI ProTeam y Continental. Las siguientes tablas son el baremo de puntuación y los diez corredores que obtuvieron más puntos:
| Posición              | 1.º | 2.º | 3.º | 4.º | 5.º | 6.º | 7.º | 8.º | 9.º | 10.º | 11.º | 12.º | 13.º | 14.º | 15.º | 16.º-20.º | 21.º-30.º | 31.º-50.º | 51.º-55.º | 56.º-60.º |
| Clasificación general | 400 | 320 | 260 | 220 | 180 | 140 | 120 | 100 | 80  | 68   | 56   | 48   | 40   | 32   | 28   | 24        | 16        | 8         | 4         | 2         |
| Por etapa             | 50  | 30  | 25  | 20  | 15  | 10  | 8   | 6   | 3   | 1    |      |      |      |      |      |           |           |           |           |           |
| Líder                 | 8   |     |     |     |     |     |     |     |     |      |      |      |      |      |      |           |           |           |           |           |

| Clasificación |                          |                    |         |       |       |       |
| Posición      | Ciclista                 | Equipo             | General | Etapa | Líder | Total |
| ------------- | ------------------------ | ------------------ | ------- | ----- | ----- | ----- |
| 1.º           | Juan Ayuso               | UAE Emirates       | 400     | 38    | -     | 438   |
| 2.º           | Carlos Rodríguez         | INEOS Grenadiers   | 320     | 51    | -     | 371   |
| 3.º           | Mattias Skjelmose Jensen | Lidl-Trek          | 260     | 45    | 16    | 321   |
| 4.º           | Marc Soler               | UAE Emirates       | 220     | 25    | -     | 245   |
| 5.º           | Brandon McNulty          | UAE Emirates       | 180     | 11    | -     | 191   |
| 6.º           | Pello Bilbao             | Bahrain Victorious | 140     | 14    | -     | 154   |
| 7.º           | Isaac Del Toro           | UAE Emirates       | 120     | 1     | -     | 121   |
| 8.º           | Kévin Vauquelin          | Arkéa-B&B Hotels   | 100     | 16    | -     | 116   |
| 9.º           | Alex Aranburu            | Movistar           | 28      | 55    | -     | 83    |
| 10.º          | Ion Izagirre             | Cofidis            | 80      | 1     | -     | 81    |